# 국가유공자 및 그 가족에 대한 가산점 부여 사건
국가유공자 및 그 가족에 대한 가산점 부여 사건은 대한민국의 헌법재판소 판례이다.

## 사실관계
청구인은 7급 검찰사무직 국가공무원 공개경쟁채용시험에 응시하기 위하여 준비중인 자로서, 국가유공자와 그 유족 등 취업보호대상자가 국가기관 등 취업보호실시기관이 그 직원을 채용하는 시험에 응시하는 경우에 필기시험 등 채용시험의 득점에 만점의 10퍼센트를 가산하도록 규정하고 있는 국가유공자등예우및지원에관한법률 제34조 제1항이 자신의 헌법상 보장된 평등권, 공무담임권, 직업선택의 자유를 침해하고 있다고 주장하면서, 이 사건 헌법소원심판을 청구하였다.
이 사건 가산점제도는 각 과목별 만점의 10%를 가산하는 제도로 기본적으로 국가유공자와 그 유족 등의 생활안정을 도모하기 위하여 약 40년간 지속적으로 실시되어온 제도이다.

## 평등권의 침해여부
자의심사의 경우에는 차별을 정당화하는 합리적인 이유가 있는지만을 심사하기 때문에 그에 해당하는 비교대상간의 사실상의 차이나 입법목적의 발견, 확인에 그치는 반면에, 비례심사의 경우에는 단순히 합리적인 이유의 존부문제가 아니라 차별을 정당화하는 이유와 차별간의 상관관계에 대한 심사, 즉 비교대상간의 사실상의 차이의 성질과 비중 또는 입법목적(차별목적)의 비중과 차별의 정도에 적정한 균형관계가 이루어져 있는가를 심사한다.

## 참고 문헌
- 2001.2.22. 2000헌마25 [기각]
- 정회철, 최근 5년간 중요 헌법재판소 판례